# Alex Hyde
Alex Hyde (* 17. Februar 1898 in Hamburg, Deutschland; † 7. Juli 1956 in Santa Monica, Kalifornien) war ein US-amerikanischer Geiger und Jazzkapellenleiter.

## Biografie
Hyde wurde zwei Jahre vor der Jahrhundertwende als Alexander Chalfan Hyde in Hamburg geboren. Als er zwei Jahre alt war, wanderte seine Familie in die USA aus, wo er zur Schule ging und anschließend bei Sascha Coleman und Michael Svedrofsky eine Ausbildung zum Geiger erhielt. Unter dem Namen Romance of Rhythm Orchestra gründete er eine eigene Tanzkapelle, mit der er zwischen 1919 und 1922 in Cafés und Lokalen in und um New York auftrat. Von 1922 bis 1923 tourte er damit auch durch Nordamerika.
Nach dem Ersten Weltkriege, in dem er als Militärkapellmeister bei der United States Navy gedient hatte, reiste Hyde nach Deutschland, um dort im besetzten Rheinland bei der Truppenbetreuung für amerikanische Soldaten Musik zu machen.
Grammophonaufnahmen mit dem Romance of Rhythm Orchestra waren erstmals 1923 auf dem Victor label nach einem Auftritt in Montreal, Canada entstanden. Bei seinen Gastspielreisen durch Deutschland folgten 1924 Aufnahmen von Hyde bei der „Vox-Schallplatten- und Sprechmaschinen-AG“ und 1925 bei der “Grammophon”.
Hydes erste Deutschland-Tournee begann im Frühjahr 1924 mit einem Auftritt im „Tivoli“-Varieté in Hannover. Die deutschen Zuhörer, für die Hydes lockere „Doo-Wacka-Doo“-Musik etwas ganz Neuartiges darstellte, nahmen seine Darbietung begeistert auf, obwohl sie mangels geeigneter Musiker von zünftigem Hot Jazz noch ziemlich weit entfernt war und bestenfalls als jazz-beeinflusste, halt etwas ‘schräge’ Tanzmusik durchgehen konnte.
Nach dem Engagement im Deutschen Theater in München im Juni 1924, das seine erste Deutschlandtournee beendete, fuhr Hyde nach Amerika zurück. Mit einem neu zusammengestellten und in seiner musikalischen Qualität verbesserten Hot-Jazz-Ensemble kam er im Frühjahr 1925 wieder nach Deutschland.
Hyde hatte erstklassige Jazzmusiker als Solisten verpflichtet. Darunter waren der britische Trompeter Howard McFarlane, der Pianist Walker O’Neill
und der Saxophonist Eddie Grosso. Bei einigen Sitzungen wirkte auch der Klarinettist und Tenorsaxophonist Gene Sedric mit. Den italienischstämmigen Banjoisten Michele „Mike“ Danzi traf er in New York und brachte ihn dazu, sich seinem neu aufgestellten Alex Hyde American Orchestra anzuschließen, das in Deutschland als Original New York Jazz Orchestra firmierte. Zum Orchester gehörten zu dieser Zeit neben Hyde und Danzi die Musiker Walter Kallander, Sam Dunkel, Mickey Diamond, Byron Hooper, Michael Polzer, Steve Kretschmer, Charles Herstoff, Max Rosen und Al Roth.
In Ewald André Duponts berühmtem Film „Varieté“ ist das Orchester 1925 in einigen kurzen Szenen, die in einem großen Varietétheater spielen, zu sehen, leider nicht zu hören, denn damals war der Film noch stumm.
1927 reiste Hyde zurück nach Amerika.
Um die Jahrzehntwende 1929/30 gastierte Hyde noch einmal in Deutschland. Mit einer Damenkapelle, den Red Heads, trat er in der Berliner Scala auf.
In die USA zurückgekehrt eröffnete Hyde eine Talentagentur, schrieb Musik für Militärkapellen der U.S. Air Force und arbeitete für den Film bei MGM in Hollywood. Zusammen mit seinen Brüdern betrieb er als Teilhaber eine Versicherungsgesellschaft.
Hyde starb am 7. Juli 1956 in Santa Monica, Kalifornien. Er ruht im Forest Lawn Memorial Park (Glendale), Los Angeles County.

## Tondokumente (Beispiele)

### Auf Vox
- 01622 (Matr. 1846 A) Linger Awhile, Fox Trot (Rose) Alex Hyde and His New York Orchestra, aufgen. Berlin, Juni 1924
- 01623 (Matr. 1848 A) Yes! We Have No Bananas, Fox Trot (Silver & Cohn) Alex Hyde and His New York Orchestra, aufgen. Berlin, Juni 1924
- 01624 (Matr. 1852 A) A Kiss In The Dark, Waltz (Victor Herbert) Alex Hyde and His New York Orchestra, aufgen. Berlin, Juni 1924[18]
- 01625 (Matr. 1855 A) May Be, Fox Trot (Ted Snyder) Alex Hyde and His New York Orchestra, aufgen. Berlin, Juni 1924[19]
- 01626 (Matr. 1867 A) Down On The Farm, Fox Trot (Dale, Adams, Harrison & Parrott) Alex Hyde and His New York Orchestra, aufgen. Berlin, Juni 1924
- 01627 (Matr. 1869 A) Lovey Come Back, Fox Trot (Joe Young) Alex Hyde and His New York Orchestra, aufgen. Berlin, Juni 1924[20]

### Auf Grammophon
- 20 218 / B 40 987 (Matr. 1897 at) Shine (Sonnenschein) Foxtrot (Cecil Mack, Lew Brown, Ford Dabney) Alex Hyde m. sein. Orig. New Yorker Jazz Orchester, aufgen. Berlin, April 1925[21]
- 20 235 / B 41 000 (Matr. 1911 at) Javanella, Fox Trot (Felix Bernard) Alex Hyde m. sein. Orig. New Yorker Jazz Orchester, aufgen. Berlin, April 1925[22]
- 20 234 / B 41 016 (Matr. 1945 at) Alabamy Bound (Alabama Klänge), Foxtrot (B.Green, B.deSylva, R.Henderson) Alex Hyde m. sein. Orig. New Yorker Jazz Orchester, aufgen. Berlin, Mai 1925.[23]
- 20 237 / B 41 020 (Matr. 1963 ½ at) Yearning (In Sehnsucht um Dich), Foxtrot (Davis & Burke) Alex Hyde m. sein. Orig. New Yorker Jazz Orchester, aufgen. Berlin, Juni 1925[24]
- 20 252 / B 41 049 (Matr. 2041 at) Hong Kong Dream Girl (Chinesischer Liebestraum), Fox Trot (Springer & Barris) April 1925[25]

## Wiederveröffentlichung
Kuratiert von Jazzforscher Rainer E. Lotz erschienen bei Harlequin Records 1985/1999 zwei Vinyl-LPs mit historischen Originalaufnahmen von Alex Hyde: Hot Dance and doo-wacka-doo from Germany 1924 (Vol. I, HQ 2033, enthält Einspielungen auf Vox) und Jazz and Hot Dance from Germany 1925 (Vol. II, HQ 2034, enthält Einspielungen auf Grammophon).